# Back To Skool
Back To Skool ist ein Computerspiel für den ZX Spectrum, das 1985 von vom britischen Studio Microsphere entwickelt und veröffentlicht wurde. Es handelt sich um eine Schul-Simulation. Back To Skool ist der erfolgreiche Nachfolger des Spiels Skool Daze. Das Spiel rangierte im britischen Magazin Your Sinclair auf Rang 19 der beliebtesten Spiele aller Zeiten.

## Handlung
Der Spieler schlüpft in die Rolle des Schülers Eric und muss verschiedene Aufgaben in einer Schule übernehmen. Das Hauptziel ist das heimliche Zurücklegen des eigenen, zuvor gestohlenen und verbesserten Referates. Im Gegensatz zum Vorgängerspiel gibt es zusätzliche Aufgaben sowie eine Mädchenschule. Kontakt zu den Mädchen kann man jedoch nur in den Pausen aufnehmen. Eric kann zum Beispiel einen Frosch oder eine Maus befreien, um Unruhe zu stiften, oder Lehrer betrunken machen.

## Spielprinzip und Technik
Die Grafik ist für heutige Verhältnisse sehr schlicht und in typisch greller Spectrum-Farbgebung. Diese wurde bei Skool Daze auch auf dem Commodore 64 übernommen. Die Ansicht erfolgt aus der seitlichen 2D-Perspektive und scrollt horizontal.

## Entwicklungs- und Veröffentlichungsgeschichte

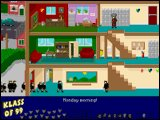
Variante Klass of '99 von Retrospec mit höherer Farbpalette

Es gibt eine moderne Freeware-Variante namens Klass of '99 für Windows und Linux.

## Rezeption
Der Aktuelle Software Markt bezeichnete Back to Skool als „graphisch und spielerisch interessantes Programm“.